# 滿洲歷史
满洲歷史，即今中国东北地区的历史，可以被概括成三部份，分別是上古史、中世史、和近世史。上古满洲眾居着數個民族，包括游牧民族東胡、鮮卑；女真人的祖先肅慎及後來的挹婁；漢族；濊貊、扶餘、高句麗。中世满洲相繼經歷唐、遼、金、元、及明皇朝的統治，其中元明兩代更在歷史上首次統一整個滿洲。明朝末年，后金大汗努尔哈赤的繼承者皇太极在满洲盛京称帝，定国号为「大清」，象徵着满洲近世史的開端。一六四四年，清軍入關，隨後全面佔領华北及华南地區。从清军入关到其后的数十年时间内，清軍陆续消灭華北的明朝勢力、李自成的大順军、張獻忠的大西國、南明、和明鄭等势力，其後更將大清領土擴張至蒙古、新疆、西藏等地，迎來康雍乾盛世，滿洲被稱為「龍興之地」，即是清皇室的發源地的意思。

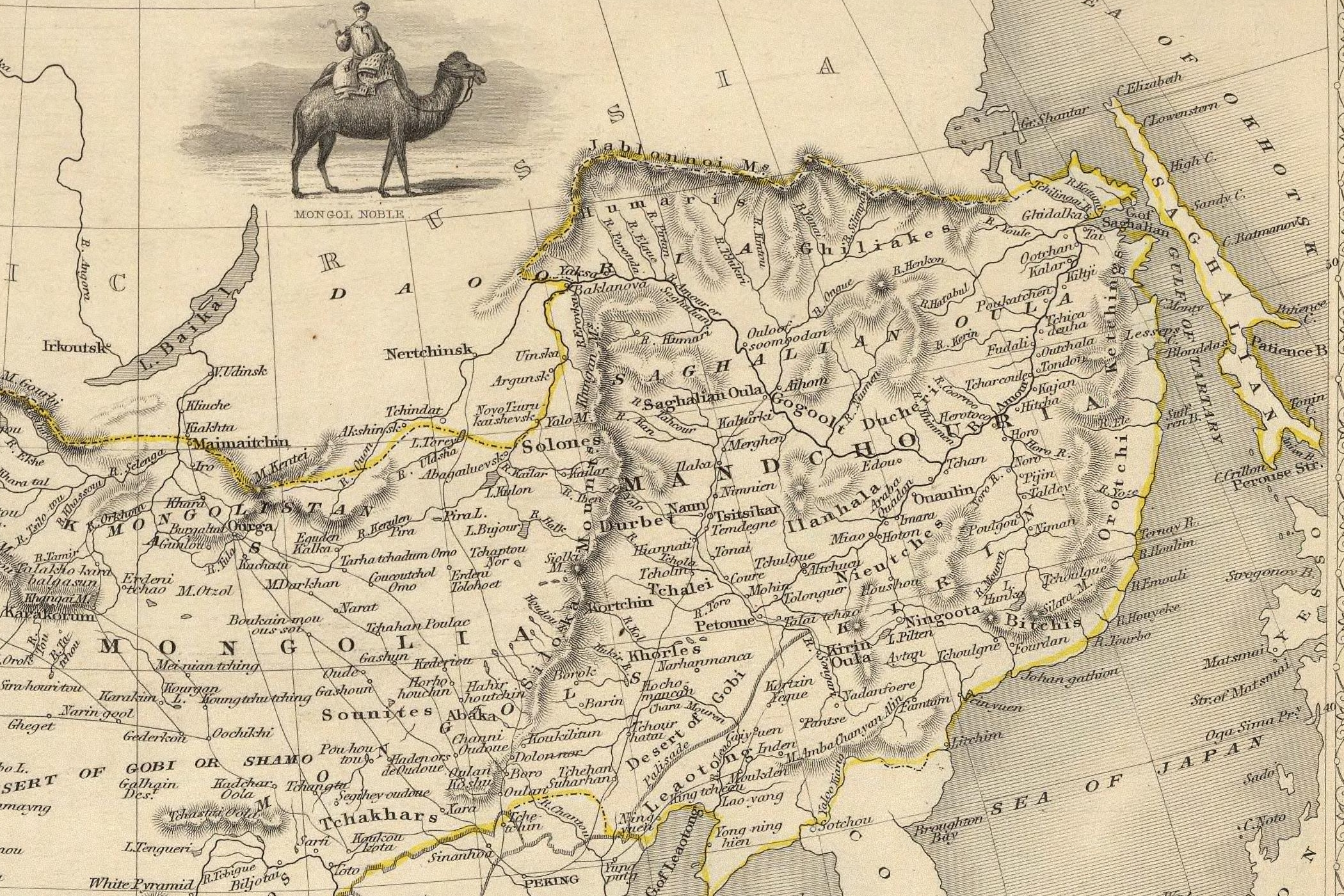
1851年清代滿洲地圖。滿洲國北部以雅布洛尼山脈為界，西部為大興安嶺，東部為太平洋沿岸。在南部，鴨綠江將滿洲與朝鮮半島隔開。

直至1911年清朝滅亡，1915年袁世凱稱帝後，日本陸軍參謀本部曾策劃滿蒙獨立運動，但由於局勢變化而未能實現。之後，奉系軍閥張作霖成為滿洲地區的實際控制者。日本在發動九一八事變佔領滿洲後，建立傀儡政權滿洲國，以清朝遜帝溥儀為元首。雖然名義上為獨立國家，但日本透過簽訂《日滿議定書》、關東軍持續駐紮滿洲等方式，使滿洲國變相成為日本殖民地。1945年8月，日本投降後，溥儀被蘇聯紅軍俘獲，滿洲國滅亡，滿洲地區被蘇軍佔領。因苏联遲遲归还满洲予中华民国及运走大量满洲国遗留之物资设备，导致中国爆发反苏运动，苏联最终于1946年5月撤出內满洲，并將其歸還給中國。1948年，国民政府在辽沈战役中失利，內滿洲地区被中國共產黨控制，并在1949年正式成为中华人民共和国的东北三省。現在滿洲分別被中華人民共和國與俄羅斯聯邦管治，中国境內的滿洲地區稱內滿洲；俄羅斯境內的滿洲地區稱外滿洲。
族群意义上的「满洲」这个名称从十七世纪开始被使用。《满洲源流考》的作者把朝鲜半岛的古代族群也列为满洲分支。

## 史前滿洲
满洲地區的史前文明以以兴隆洼文化、新乐文化、红山文化為代表。
兴隆洼文化
得名于1982年发现的内蒙古自治区赤峰市敖汉旗兴隆洼遗址。主要分布在内蒙古东部，辽宁西部的西辽河、大凌河流域。距今约7500-8000年。
新乐文化
位于今天遼河河谷地区的一个新石器时代文化，大约出現在距今7200年前至距今4000年前期间。
红山文化
因发现于热河省（今属内蒙古）的红山而得名，是一个以农业为主的新石器时代文化，距今約5000至8000年前，持续时间約2000年。该文化最早由日本學者鳥居龍藏于1908年发现，在1924、1930和1935年由日本考古学者进行了连续发掘。

## 上古史

西元五世紀的滿洲諸国

最早有記載的居民是肅慎族、東胡族和古朝鮮族。西元前300年左右，燕國擴張至現在的遼寧省，設立遼西郡和遼東郡。

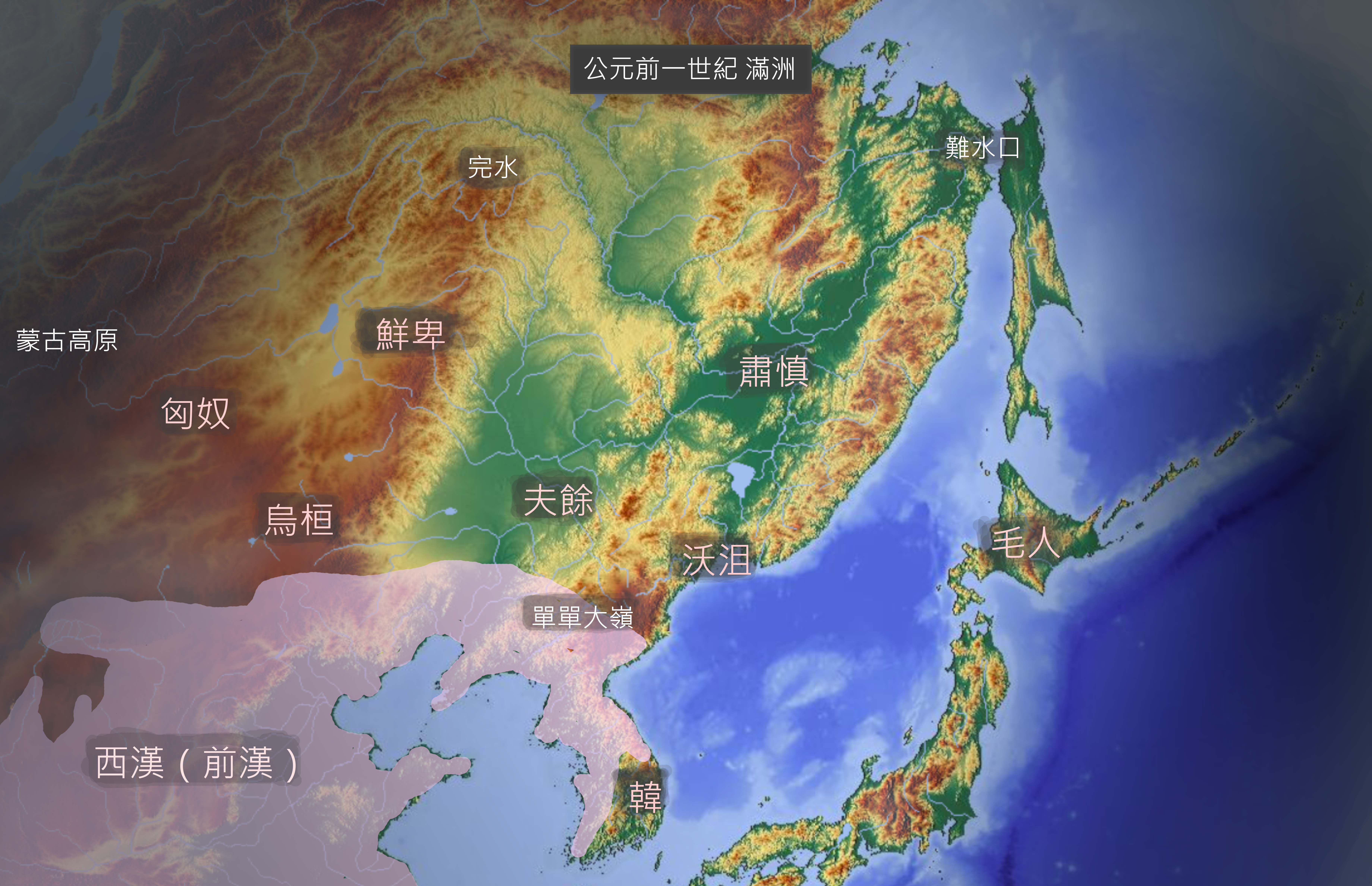
西元前一世紀左右的東北亞諸国。

西元二世紀滿洲諸国，圖中可見當時扶餘國在中國東北的位置。

西元四世紀滿洲諸国。當時扶餘國周围的國家有挹婁國、高句麗、前燕。

燕國滅亡後，該地區先後被秦、漢、晉王朝統治，十六國時期又被各鮮卑諸國統治。同時，扶餘和高句麗王國在北方建立，有時控制該地區的大片領土。
满洲是多個通古斯民族的家園，其中包括烏爾奇人和赫哲族。高句麗、靺鞨、女真等各民族、各王國相繼在滿洲崛起。

### 肅慎
肃慎，亦称“息慎”、“稷慎”，其先为“玄夷”，夏、商时期生活在黑水（黑龙江）和松花江流域一带一个古老民族。肃慎，濊貊，东胡被称为古东北三大民族。古籍中把“肃慎”部落领地称为“肃慎国”，与中国中原王朝有往来；历史学家多认为秦、汉和隋、唐时“挹娄”、“勿吉”、“靺鞨”、“女真”等部落均和“肃慎”有渊源。另一說法是舜的時代已經存在肃慎，向舜朝貢。漢四郡中的真番郡可能與其有關。
挹娄是继肅慎后生活在東北的民族。東汉以来他们是扶餘臣民，扶餘对他们课以重税，魏黄初三年叛。扶餘多次發兵鎮压终不能服。曾向魏明帝与魏元帝進贡，南北朝时称勿吉（勿吉與肅慎，挹婁是同種異族，婚喪習俗不同，而不是同一民族不同時代不同稱呼。），各部分布在今长白山以北，松花江、黑龙江和乌苏里江的广大地区，东临日本海。漢以來臣屬扶餘國（挹婁在魏黃初年间脫離扶餘），自北魏延兴五年（475年）勿吉遣使到北魏朝贡后，与中原关系日益紧密，并逐渐兴盛起来。包括扶余、高句丽、百济在內五十余国遣史向北魏朝贡。478年，勿吉人曾朝贡北魏，要求准许其和百济配合，南北夹攻高句丽。魏廷以三方都是自己的藩属，令彼等“宜共和顺，勿相侵扰”。勿吉听从魏廷的谕令，停止对高句丽的进攻。
真正的通古斯應是勿吉、靺鞨，該名稱被認為語今日之烏德蓋族（Udege）之族名同源，而該族又處於南北通古斯之交界，以"勿吉"一名的古音/mudged//vudged/及"靺鞨"/modged/（唐初本寫作靺羯/ㄐㄧㄝˊ/，後改作靺鞨。故本應讀作/ㄇㄛˋㄐㄧㄝˊ/，而非今日之官方讀音/ㄇㄛˋㄏㄜˊ/）來看，通古斯民族應於隋唐前遷徙至今日的黑龍江流域並且定居，並自此開始分化出南北通古斯（見胡增益著"鄂倫春語研究"）。
北魏太和十七年（493年），勿吉灭亡邻近的夫余，领土扩展到伊通河流域松辽平原的中心，为东北一支强大势力。
近來有少數學者（如徐松石著《日本民族淵源》）認為，實質上的通古斯民族此時尚在蒙古高原東北部，尚未從其他阿爾泰民族的共同始祖民族中分化出來。

### 濊貊和沃沮
濊貊是在北到中國吉林省東部、朝鮮西北部的古老民族，被朝鲜族认为是先民之一。古文獻稱之為「白民」，「毫人」或「發人」。濊貊族是濊族與貊族的合稱，以农业城栅为特点，不同於游牧民族。有人認為他們與西伯利亞的科里亞克族有關。

### 扶餘
亦作夫餘，是居住在中国东北部的古老民族扶餘人所建立的东北亚国家。扶餘人聚居於今日中國東北，那裡穀物豐盛，餘糧頗多。扶餘國從前2世紀立国到494年東扶餘國被高句麗滅國為止，歷時約700年。后世的高句丽，百济都是扶余国的延续。朝鲜半岛的政权认为扶余人是今天韓國人/朝鮮人的先民之一。日本学者的骑马民族征服王朝说也认为扶余、高句丽可能为日本民族的起源。此外，沃沮、東濊都是扶餘的兄弟民族。扶餘一名最早出現在逸周書，名鳧庾，是九夷之一。

高句麗又名句骊、勾骊，朝鲜古国。据《好太王碑》、《三国史记》和多部中国《二十四史》记载，公元前37年扶餘王子高朱蒙，南下在卒本川建立高句丽。建国后，高句丽迅速扩张，逐步吞并了其周边的扶餘、沃沮、东濊並吞併汉四郡，在朝鲜半岛与百济、新罗形成三国鼎立的局面。5世纪好太王和长寿王统治期间，高句丽进入全盛时期，之后的1个世纪里，保持了在朝鲜半岛对新罗、百济的压倒性优势，控制了今朝鲜半岛大部和今中国东北的南部地区。隋唐时期，高句丽频繁遭到隋唐帝国军队的侵略，国力陷落，最终于668年被唐朝与新罗联军所灭亡。高句丽立国共705年，在东亚历史上扮演过重要角色，曾在与倭战争中击败驰援百济的倭军，并在与隋战争中击退隋朝的数十万大军。
高句丽的历史文化已经成为朝鲜半岛传统文化的重要组成部分。1980年代起，中韩高句丽争议浮出水面，由于高句丽本源于今中国境内，后扩展至三韩人后裔所在的朝鲜半岛的特殊地理位置，国土略涉今日的中國东北、大部及北部、俄羅斯遠東沿海州部份地區。中朝韓三國都认为高句丽自始至终是自己本国的原始民族或少数民族地方政权。另外日本学者的骑马民族征服王朝说也认为高句丽、扶余可能为日本民族的起源。

## 中世史

### 靺鞨

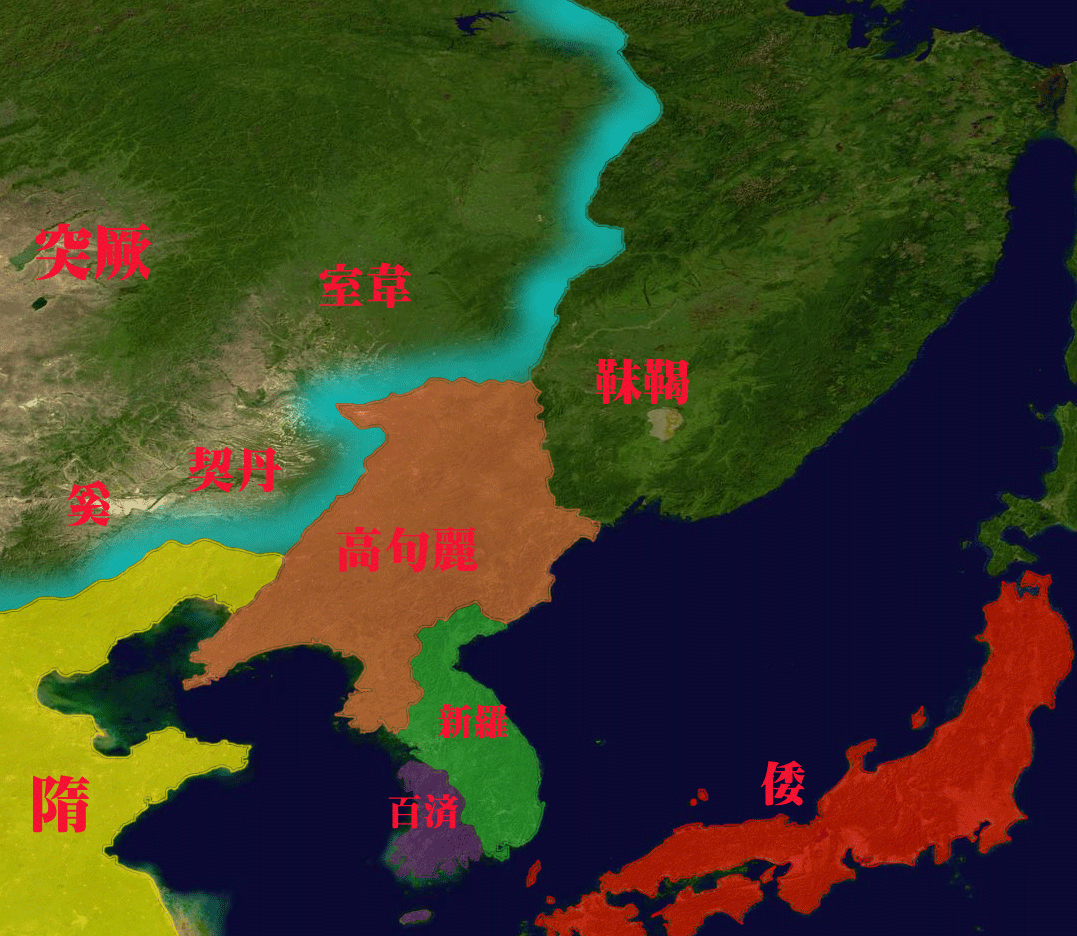
西元六世紀滿洲諸国。

西元七世紀後半滿洲諸国。

到隋代，勿吉被称为靺鞨，部落数十，主要有的白山、粟末、伯咄、安车骨、拂涅（來自沸流）、号室、黑水等七部，各部相距二三百里。
粟末靺鞨是居住在最南端的靺鞨，以粟末水（今松花江）得名。粟末靺鞨原为高句丽的附属。688年，唐和新罗的联军灭了高句丽后，粟末靺鞨与其他高句丽遗民在高句丽故地建立起渤海国。926年，渤海国被遼所灭后，部份粟末靺鞨人南遷至高丽。 (有人说他们来自扶余地，始终与高句丽敌对。由于粟末靺鞨地是扶余故地，而扶余人与勿吉屡与高句丽人战)。他们有另一名称浮渝靺鞨，是因为他们是进入夫余故地的靺鞨，也在吉林市一带经常与高句丽人大战。
黑水靺鞨，或称靺鞨黑水部，是女真族主体的前身。黑水靺鞨最初位于中国东北部最北的“黑水”（黑龙江）沿岸，而得名“黑水靺鞨”。黑水靺鞨分为思慕部 、郡利部、分布在黒龙江河口的窟説部、库页岛北部的莫曳皆部、库页岛東南部的拂涅部 - 牡丹江下流以東(現在密山市周邊):虞娄部(挹娄)、越喜部、 鉄利部。
金史中记载唐代時，「黑水靺鞨居古肅慎地，有山曰白山，蓋長白山，金國之所起焉。」。668年，唐朝和新罗的联军灭亡高句丽后，黑水靺鞨开始沿松花江、牡丹江南下、西进，并于691年末与唐朝（武周）发生军事冲突，被武周靺鞨人将领李多祚击败。
靺鞨在中国中原的南北朝时期形成“靺鞨七部”，白山部便是其中一部。白山部落与周边的粟末部和黑水部的不同在于白山一向臣服于高句丽。高句丽灭亡后又协助高句丽遗民以及当地的粟末靺鞨共同创建渤海国。白山部的地理位置在粟末部的东南，黑水部的正南，因毗邻太白山（今长白山）而得名。活动区域大概相当于今中国吉林省白山市和朝鲜咸镜南、北二道。白山部是靺鞨七部中地域最南的一部。此地原为濊貊族系东沃沮人的活动地域。白山靺鞨的源头可追溯到肃慎。肃慎发展成靺鞨。三世纪初期，靺鞨族人从牡丹江流域迁徙到了松花江中下游以及黑龙江中下游地区。在中国中原的传统史书中改称“勿吉”，实为一族。

八九世紀滿洲諸国。

十世紀滿洲諸国。

### 渤海國（698－926年）
渤海國是粟末靺鞨及白山靺鞨所建立的國家，位于今中国东北地区东部、朝鲜半岛北部以及今俄罗斯滨海边疆区，被史学家称为“海东盛国”。高句丽被唐和新罗的联军灭亡之后，698年，原高句丽大将粟末靺鞨酋长大祚荣在高句丽故地建立起“震国”，713年，更名为“渤海国”。其人民主要是渤海人。渤海国自称自己为高句丽的继承国 。渤海国与统一新罗在朝鲜半岛历史上称为南北国时代。926年，渤海国被遼所吞并，在其地扶立一个附属国——东丹国；一小部分南部领土则被高丽奪走。统治地区在盛时包括吉林省大部，辽宁和黑龙江省部分地区，俄罗斯沿海州的南半部以及朝鲜半岛北部。
唐朝曾设立黑水都督府對黑水靺鞨予以管理，將黑水部及除了粟末部以外的靺鞨部族都统称為「黑水靺鞨」，因此嚴格來説，唐代的黑水靺鞨并不是只包括黑水部。粟末靺鞨建立渤海国后，其他靺鞨部族投向黑水部。黑水靺鞨与建立渤海国的粟末靺鞨同属于靺鞨但时有冲突。

### 契丹帝國（926－1115年）
渤海國滅亡後，就積極地從事復國運動，後繼一系列政權包含後渤海(927-976年)、定安國(938-986)、兀惹國(995-996年)、興遼(1029-1030年)、大渤海(1116年)等。
另外在十一世纪，在东北亚的土地上生活着从黑水靺鞨遗留下来的通古斯族群的女真族向契丹（见辽）称臣。生女真分为几十个部落，其中完颜部较大。11世纪初，完颜绥可定居在按出虎水（今黑龙江省哈尔滨市东南阿什河）其子石鲁作酋长后征服了附近部落，成立了部落联盟。石鲁之子乌古乃又合并了许多部落。当契丹人的遼國呑拼渤海国後，其中一些靺鞨人被编入辽国户籍，稱为熟女真。

### 金帝國（1115－1215年）

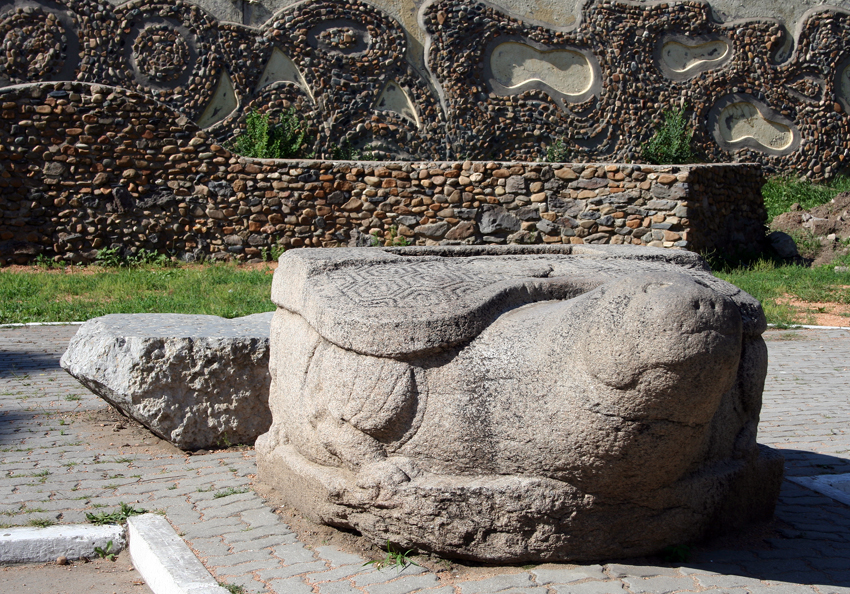
金朝赑屃，在现今俄罗斯的双城子。

女真族原為遼朝的藩屬，女真族首領金太祖完颜阿骨打在統一女真諸部後，1115年於会宁府（今黑龙江省哈爾濱市阿城區）建都立國。大金立國後，與北宋定「海上之盟」向遼朝宣戰，於1125年灭辽，然北宋两次战辽皆败，金隨即撕毀與北宋之約，兩次南下中原，於1127年灭北宋。迁都中都時，領有華北地區以及秦嶺、淮河以北的華中地區，使南宋、西夏與漠北塔塔兒、克烈等政权和部落臣服而稱霸東亞。
金世宗與金章宗時期，金朝政治文化達到最高峰，然而在金章宗中後期逐漸走下坡。金軍的戰鬥力持續下降，即使統治者施以豐厚兵餉也無法遏止。女真族與漢族的關係也一直沒有能夠找到合適的道路。金帝完顏永濟與金宣宗時期，金朝受到北方新興大蒙古國的大舉南侵，內部也昏庸內鬥，河北、山東一帶民變不斷，最終被迫南迁汴京（今河南开封）。而後為了恢復勢力又與西夏、南宋交戰，彼此消耗實力。1234年，金朝在蒙古和南宋南北夾擊之下滅亡。
1115年完顏阿骨打稱帝時對群臣說：「遼以賓鐵為號，取其堅也。賓鐵雖堅，終亦變壞，唯金不變不壞。」於是，以“大金”為國號，望其永遠不變不壞也。一说女真兴起于金水，故国号名金，在部份文献中，“金源”因此成為金朝的代稱。
金朝作為女真族所建的新興征服王朝，其部落制度的性質濃厚。初期採取貴族合議的勃極烈制度。而後吸收遼朝與宋朝制度後，逐漸由二元政治走向單一漢法制度，使金朝的政治機制得以精簡而強大。軍事方面採行軍民合一的猛安謀克制度，其鐵騎兵與火器精銳，先後打敗許多強國。經濟方面大多繼承自宋朝，陶瓷業與煉鐵業興盛，對外貿易的榷場掌控西夏的經濟命脈。女真貴族大肆占領華北田地，奴役漢族，使得雙方的衝突加劇。當金朝國勢衰退時，漢族紛紛揭竿而起。
金朝在文化方面也逐漸趨向漢化，中期以後，女真貴族改漢姓、著漢服的現象越來越普遍，金廷屢禁不止。金世宗積極倡導學習女真字、女真語，但仍無法挽回女真漢化的趨勢。雜劇與戲曲在金朝得到相當的發展，已盛行以雜劇的形式作戲。金代院本的發展，為後來元曲的雜劇打下了基礎。醫學與數學都有長足的發展，金元四大家的學說為中醫發展產生重要的影響，天元術的精進與《重修大明曆》的修編為後來元朝數學帶來重要的影響。
金朝的存在對於女真人的意義很高，就像漢唐賦予中國人的意義一般，成為了女真人的代名詞。這讓金國亡國後的四百年後，17世紀領導女真再次獨立的努爾哈赤依然以金作為本民族的識別。

### 大真國 （1215－1233年）
蒲鲜万奴原为金朝将领，担任辽东宣抚使讨伐反叛的契丹首领耶律留哥。他于贞祐三年（1215年）自立为天王，国号大真，年号天泰，金朝在东北的诸猛安谋克多响应。1216年降于蒙古，1217年再度自立。势力最大时，西北至上京城（今黑龙江省阿城境内白城子），西南至婆速路（今辽宁丹东境内九连城）以及部分辽东半岛区域，东南到曷懒路（今朝鲜咸镜北道吉州郡）与恤品路（今俄罗斯滨海边疆区乌苏里斯克）。
东夏前期的政治中心在咸平（今辽宁开原北），复国后移至南京（今吉林图们市磨盘村山城）。蒲鲜万奴在国内依照金朝官制设立诸官，军队则按猛安谋克组织。
1233年，窝阔台派皇子贵由率领左翼蒙古军征讨蒲鲜万奴，在南京擒之，东夏從此滅亡，不再是獨立國家，但其后蒙古仍任命万奴子孙镇守原地，为其藩属。忽必烈建立元朝后，在东夏故地建立辽阳行省。

### 蒙古帝國（1233－1387年）
元朝對滿洲的統治，對應於現代中國東北和外滿洲（包括庫頁島），從1233年到1387年。蒙古對滿洲的統治是在蒙古帝國征服金朝和13世紀初的東夏之後建立的。1233年成為忽必烈領導的中國元朝的一部分，元朝時屬遼陽省。即使在明朝推翻元朝之後1368年，滿洲仍被北元控制了近20年，直到明朝在征討納哈出的過程中被明朝征服。
在元朝，彭大雅稱呼女真為水韃靼女真。元朝政府在松花江下游和黑龙江设斡朵里、火儿阿(胡里改)、桃温、脱斡怜、孛苦江五万户府，管辖当地女真人和水达达。后来，元朝政府为了筹粮，强迫他们改渔为农，在当地实行屯田。此外，征调一部分女真人和水达达到浦岭路和肇州屯田。至治元年(1321年)三月，元朝政府明令“罢女直万户府及狗站。

### 中國明朝時期 （1387－1616年）

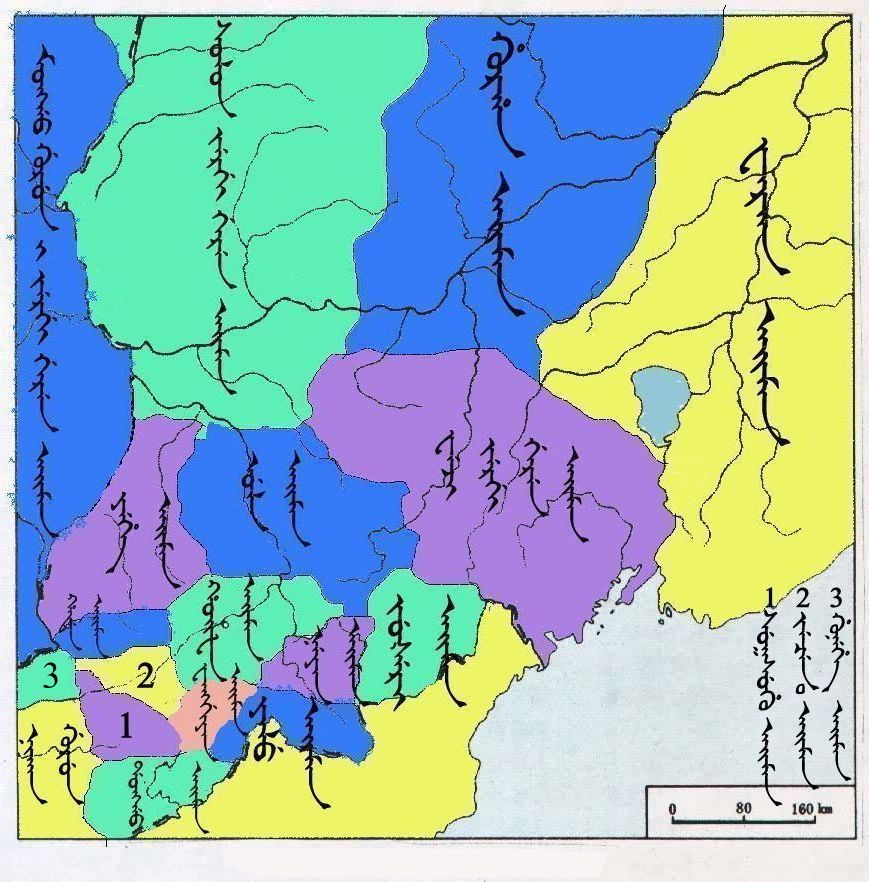
1600年代女真部落的位置。.

明朝對滿洲的統治，包括今天的東北和外滿洲。明朝對滿洲的統治始於1387年征服滿洲，並在15世紀初成立奴兒干都指揮使司時達到頂峰。 但此後滿洲的明朝勢力大大減弱。1580年代開始，建州女真土司努爾哈赤（名義上是明朝封臣的首領）在接下來的幾十年裡開始控制滿洲的大部分地區，並於1616年建立了後金，他的兒子皇太極建立的清朝最終將征服明朝並控制中國南方。
明朝前期曾设置于黑龙江、乌苏里江、松花江以及嫩江流域的地方军政机构，为明政府管辖黑龙江口、乌苏里江流域的最高一级地方行政机构。治所位于黑龙江下游东岸靠近入海口的奴儿干城（元朝征东元帅府旧地，今俄罗斯尼古拉耶夫斯克特林）。据永宁寺记记载奴儿干都司与东北130多个卫所不相辖属，非常设机构。明王朝其对于东北边疆地区的统治并非像内地各省一样直接掌管，而是仅在重要地点设军事据点及发展交通路线，各族实质上仍由各部族自行统治。明成祖之后，明王朝对于经营东北不甚重视，随着女真内部之间的斗争和部族迁徙，奴兒干都司於宣德九年（1434年）正式廢棄，前后共持续25年。
14世紀末至17世紀初，明朝統治滿洲。女真部落的叛亂被明政府鎮壓。明朝皇帝在滿洲設立了努爾乾地區軍事委員會，並在境內設置了明軍，以確保中國傳統對外關係的和平。各種和平手段被用來確保女真人服從明朝，並防止他們與蒙古人和朝鮮人結盟。除野生女真人外，大多數女真人都與明朝和平相處。遼東女真成為明朝正常行政體系的一部分，建州女真和海西女真將接受他們名義上的附庸地位到明朝。建州和海西的女真人與中國宗主國的關係越來越密切，而其餘與中國沒有建立經常聯繫的女真人則被稱為野女真人。
建州衛建於明成祖永樂元年（1403年），以胡里改部属地设置，位於今綏芬河流域，以胡里改部首领火儿阿万戶阿哈出（赐名李承善）为指挥使。其後在永樂年間又以依附于胡里改部的斡朵里部建立建州左衛，以斡朵里部首领孟特穆为指挥使。二者位置均曾多次遷移，明英宗正統七年（1442年）又從建州左衛中分出建州右衛，孟特穆之子董山为指挥使。三衛的首領多由世襲產生，但须经明朝政府认可后方生效，并且须按规定前往京师北京朝贡。明末努爾哈赤統一建州女真各部反明，並於萬曆44年（1616年）建國號金，建州三衛的建制廢除。

## 近世史

### 大清帝國

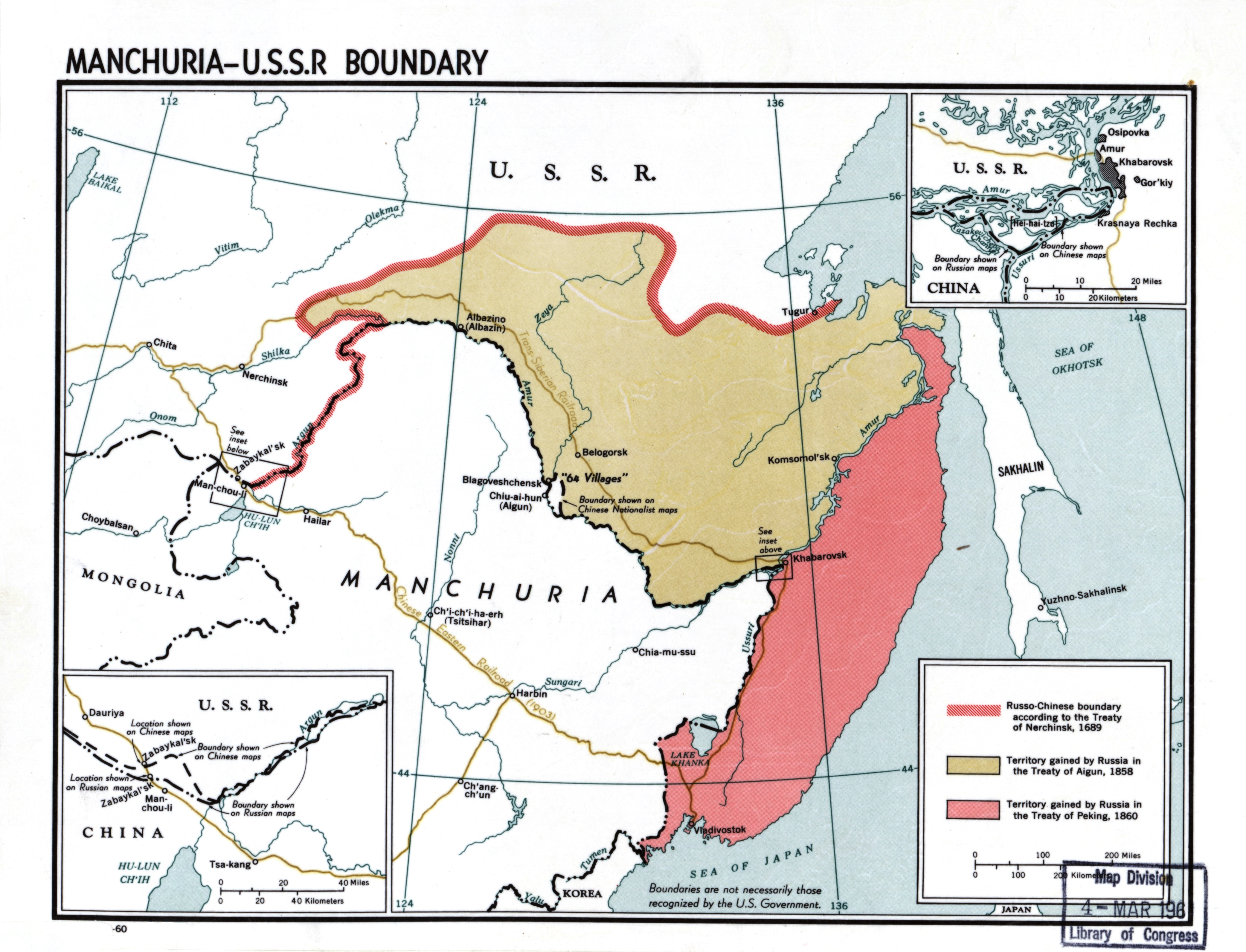
地圖顯示根據 1689 年尼布楚條約，滿洲和俄羅斯之間的原始邊界（粉紅色），以及隨後在 1858 年璦琿（米色）和 1860 年北京（紅色）條約中失去的領土給俄羅斯

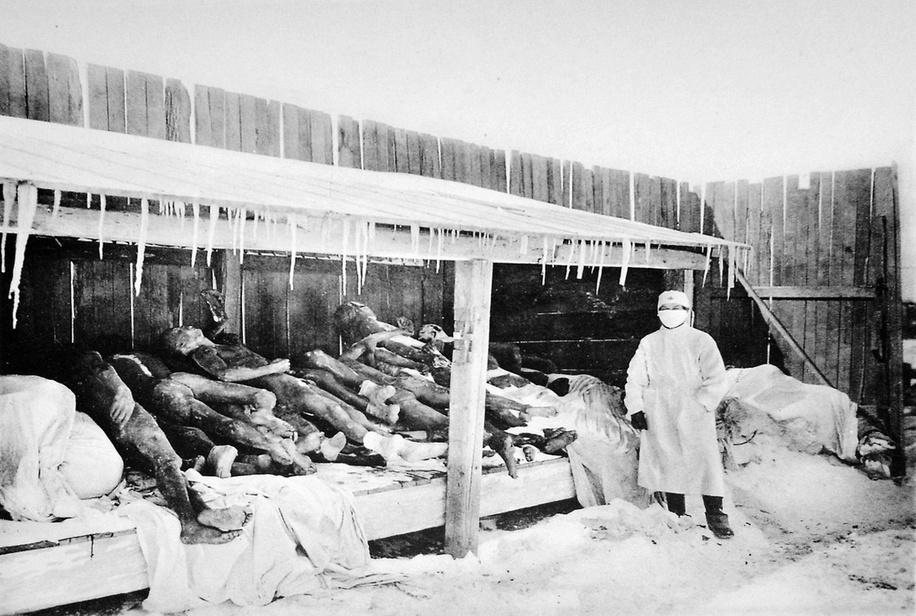
1910-1911年滿洲瘟疫死難者照片

1616年，女真族人努尔哈赤在今中国东北地区建国称汗，建立后金，定都赫图阿拉，又稱為兴京（今辽宁新宾）。1636年，努尔哈赤的繼承者皇太极在盛京（今瀋陽）称帝，定国号为「大清」，當時其領土僅止於滿洲地區，但已對退守長城以南的明朝造成重大威脅。1644年，起兵叛明的李自成建国大顺，並於同年攻陷北京城，明朝灭亡。同年，清军藉口協助吳三桂部等原明朝軍隊對抗李自成而進入山海关内，隨後違反約定攻佔北京盤據不走，全面展開對中國本土的入侵行動。从清军入关到其后的数十年时间内，清軍陆续消灭華北殘餘明朝勢力、李自成的大順军、張獻忠的大西國、南明和明鄭等势力，统一中国全境。歷經康熙、雍正及乾隆三帝，清朝的綜合國力及經濟文化逐步得到恢復和發展，建立龐大的領土與藩屬國，史稱康雍乾盛世，是清朝發展的高峰時期。有學者認為，因為清廷推行文字獄與“首崇满洲”政策而不認同康乾盛世為文化意義上的盛世，亦有學者認為清代學術在中國學術史上價值極大，清代輯佚學的發展亦修復了不少在古代已失傳了的文獻著作，而清代文人崇實學、重證據以及注重考辨和考據精神亦在推動漢學的發展方面發揮了重要作用。
鴉片戰爭開啟中國近代歷史，使中國由東亞的中心變成列強環伺的國家。西方列強陸續與清廷簽訂不平等條約，獲得不少在華利益。清朝在抵抗外侮與內憂的同時，也一直處於改革派與守舊派拉鋸的局面。在列强入侵的同时西方科學與文化亦引入中國，讓清朝發起一連串的改革與革命，如自強運動，促使中國文化的成長與革新。然而甲午戰爭的失敗使改革的努力受到沉重打击，并使列強瓜分中國。而維新運動隨守舊派抵制而告終。在義和團排外失敗、引來八國聯軍後，清廷也推動清末新政，虽取得一些成效，但部分內容讓许多立憲派知識分子失望，轉而支持革命。1911年辛亥革命爆發，1912年1月1日中華民國在南京正式成立，同年宣統帝溥儀於2月12日退位，清朝正式滅亡。清朝從後金時期算起，共經歷十二個皇帝，十三个年号，歷時296年，又有滿清十三皇朝之稱，自1644年進攻中國並遷都北京以來，一共十帝，歷時268年。
順治年間入關後，以駐防八旗留守盛京瀋陽。康熙至乾隆年間，逐漸形成三個相當於行省的將軍轄區：盛京、吉林、黑龍江。將軍之下設專城副都統分駐各城，並管理各城的臨近地區。副都統下有總管統領各旗。在漢民聚居之處，置府、州、縣、廳，如同內地。居於黑龍江、嫩江中上游的巴爾虎、達斡爾、索倫（鄂溫克）、鄂倫春、錫伯等族，編入八旗，由布特哈總管、呼倫貝爾總管管轄。黑龍江、烏蘇里江下游及庫頁島的赫哲、費雅喀、庫頁、奇楞等漁獵部落則分設姓長、鄉長，由三姓副都統管轄。由于满洲是清朝的发祥地，因此清兵入关之后对这一地区采取了封禁措施，修建了柳条边，禁止汉族移民进入其腹地。但是在整个18世纪，清政府日益举棋不定，时而封锁移民，时而对汉人渗入柳条边佯作不知。
在19世纪末，满洲因为日本和俄国对这一地区的争夺而为世界所熟知。俄国向满洲的扩张始于17世纪上半叶。1858年和1860年，俄国通过《瑷珲条约》和《北京条约》割占了黑龙江以北、乌苏里江以东约100万平方公里的土地。1861年牛庄（营口）开埠，西方势力开始进入满洲南部。英国太古洋行、怡和洋行，德国德茂洋行、瑞记洋行，美国旗昌洋行纷纷在营口开业，各国先后在营口设立领事馆，清朝也设立了营口海关。从1865年至1891年，满洲地区大量出口大豆、豆油、柞蚕丝、以及人参等土特产，进口鸦片、棉纺织品和其它消费品。
清朝早期，满洲被列为“龙兴之地”而禁止汉人进入。由于清朝末年俄国的南下势力抬头，以及朝鲜移民越过图们江开垦长白山地区的情况趋于严重，满洲地区的边疆危机日甚，清朝被迫开放边禁，采取“移民实边”的政策。1861年至1880年代陆续开放了吉林围场、阿勒楚喀围场、大凌河牧场等官地和旗地。1882年（光绪八年）首先在吉林招垦，设立珲春招垦总局，此后又开放了黑龙江地区的土地开垦。1885年设立吉林电报局，1883年，满洲第一家近代机器工业制造厂——吉林机器局投产。
1896年，帝俄通过《中俄密约》得到了在满洲境内修建铁路的特权，并于1898年取得了旅顺-大连租借地。这一时期日本也逐渐加强向满洲的扩张。1904年，爆发日俄战争，俄国战败，被迫退出南满。此后日本、俄国和中国三方均加速对满洲的开发。1907年清廷裁撤盛京、吉林、黑龙江三将军，改置奉天、吉林、黑龙江，時稱東三省，设巡抚，并设东三省总督。日本于1906年成立南满洲铁道株式会社，以公司的名义在满洲实行殖民经略，并且鼓励朝鲜人向满洲大量移民。

## 近代

### 奉系军阀時期
奉系是中国近代的東北军阀派系，属于北洋系，先后以张作霖和其子张学良为首，并一度成为中国境内最大的军政府。二十世纪初，奉系张作霖接受招安。奉系受到日本支持。1918年，张作霖统一內满洲。后联合皖系与广东政权组成反直三角同盟。

### 滿洲國

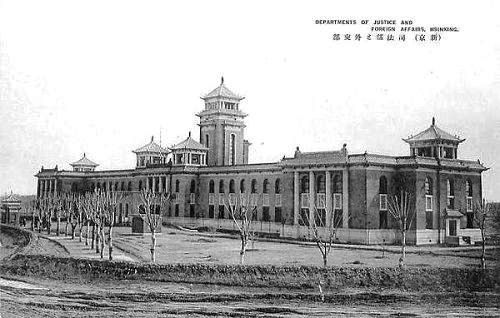
满洲国首都警察厅。

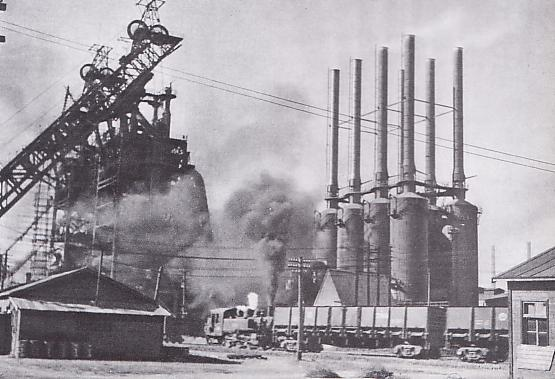
位於鞍山的昭和製鋼所。

1911年清朝灭亡，1915年袁世凯称帝后，日本陆军参谋本部曾策划满蒙独立运动，由于局势变化而未能实现。之后，奉系军阀张作霖成为满洲地区的实际控制者，张初期与日本交好，之后关系转差，1928年兵败于国民党北伐，自燕京退回奉天时，被日本關東軍的铁路炸弹所刺殺。1929年其子张学良繼位，宣布东北易帜，改五色旗為青天白日紅旗，名義上歸順中国国民政府。
日本在發動九一八事變佔領中國東北（滿洲）後，結合部分清朝宗室以及漢人將領、權貴建立的国家，為日本軍國主義者所扶持的傀儡政權:2557其首都设于新京（今長春），1945年8月後遷至通化（今吉林省白山市境内）。領土包括現今中國遼寧、吉林和黑龍江三省全境（不含關東州），以及內蒙古東部、河北省承德市（原熱河省）。
滿洲國初期為共和體制，以清朝遜帝溥儀為元首，稱號為「執政」，年號「大同」:2557；1934年3月改政體為帝國，國號滿洲帝國（又稱大滿洲帝國），「執政」改稱「皇帝」，年號“康德”:2557。雖然名義上為獨立國家，但日本透過簽訂《日滿議定書》、關東軍持續駐紮滿洲等方式，使滿洲國變相成為日本殖民地:2557。1945年8月，日本本土受到美國原子彈的攻擊，蘇聯紅軍進攻關東軍和滿洲國軍，日本戰敗；同年8月17日午夜至18日凌晨，溥儀在通化臨江縣（今臨江市）大栗子沟礦山株式會社技工培養所（日语：礦山株式會社技工養成所，今臨江市大栗子鎮偽滿皇帝溥儀行宮博物館）內舉行退位儀式，宣讀《退位詔書》。1945年8月日本投降後，溥儀被蘇聯紅軍俘獲:2559。隨着中國抗日戰爭的結束:2557，滿洲國正式滅亡。

### 蘇聯軍事佔領區
1945年八月，苏联红军进攻在满洲的日本关东军，日本战败后满洲国随之解散，後由蘇聯依據雅爾達協定進行軍事佔領。战后因苏联迟未将满洲归还中华民国及运走大量满洲国遗留之物资设备，导致中国爆发反苏运动，苏联最终于1946年5月撤出內满洲，并將其歸還給中國。

## 現代

### 中國東北地區
1948年，国民政府在辽沈战役中失利，该地区被中國共產黨控制，并在1949年正式成为中华人民共和国的东北三省。